# Iris pontica
Iris pontica là một loài thực vật có hoa trong họ Diên vĩ. Loài này được Zapal. miêu tả khoa học đầu tiên năm 1906.